# Lars Volden
Lars Volden (Oslo, 26 luglio 1992) è un hockeista su ghiaccio norvegese.

## Carriera
In ambito internazionale, con la rappresentativa norvegese, ha preso parte ai Giochi olimpici invernali 2014 e a diverse edizioni dei campionati mondiali.